# Pica-pau-avermelhado
O pica-pau-avermelhado  ou pica-pau-fura-laranja (nome científico: Veniliornis affinis) é uma espécie de ave da família dos pica-paus. Pode ser encontrada na Bolívia, Brasil, Colômbia, Equador, Peru e Venezuela. Seus habitats naturais são florestas tropicais de terra firme e de várzea, além de vegetação secundária, suas bordas e arbustos. De acordo com a União Internacional para a Conservação da Natureza, o status da espécie é pouco preocupante.

## Taxonomia
O pica-pau-avermelhado foi descrito originalmente pelo ornitólogo britânico William John Swainson em 1821 sob o nome Picus affinis. A localidade típica do espécime foi o estado da Bahia. Forma uma superespécie com pica-pau-de-sobre-vermelho (Veniliornis kirkii), pica-pau-do-Chocó (Veniliornis chocoensis), pica-pau-de-colar-dourado (Veniliornis cassini) e pica-pau-de-testa-pintada (Veniliornis maculifrons). Muitas vezes tem sido tratado como coespecífico com chocoensis, mas existem diferenças na plumagem, preferência de habitat e, supostamente, vocalizações. Às vezes, considerado coespecífico com cassini, os estudos são necessários em circunstâncias onde há uma pequena sobreposição em suas distribuições. As subespécies se integram em grande medida; um espécime do leste da Colômbia foi descrito como uma subespécie separada "caquetanus", mas é considerado um subadulto de orenocensis.
De acordo com a classificação do International Ornithological Congress (IOC) e Clements Checlist, quatro subespécies são reconhecidas, com sua distribuição geográfica correspondente:
- Veniliornis affinis affinis (Swainson), 1821 - Brasil (Alagoas e Bahia).
- Veniliornis affinis hilaris  (Cabanis & Heine), 1863 - Bolívia, Brasil, Equador e Peru.
- Veniliornis affinis orenocensis (Berlepsch & Hartert), 1902 -  sudeste da Colômbia, sul da Venezuela e norte do Brasil.
- Veniliornis affinis ruficeps (Spix), 1824 -  centro e nordeste do Brasil.

## Descrição
Este pica-pau mede por volta de dezenove centímetros de comprimento. A testa e a coroa são predominantemente pretas, com algumas listras vermelhas. Esta cor também está presente na região da nuca. O rosto é amarelo sujo com pequenas estrias escuras nas bochechas e um amarelo-ouro na região do pescoço. As partes inferiores do pássaro são manchadas de preto acastanhado e esbranquiçado. A única diferente entre os sexos se dá na região da nuca, na qual as fêmeas apresentam uma coloração amarelada. Há uma forma com a testa e a coroa vermelhas, um rosto sujo e amarelado no dorso e uma tonalidade avermelhada nas asas.

## Distribuição ehabitat
O pica-pau-avermelhado se distribuí pelos territórios de Bolívia, Brasil, Colômbia, Equador, Peru e Venezuela. Seus habitats naturais são florestas tropicais de terra firme e de várzea, além de vegetação secundária, suas bordas e arbustos.

## Ecologia
A espécie tem uma dieta mista composta por frutos, insetos e suas larvas. Ela segue colunas de formigas-correição na expectativa de capturar artrópode assustados. Como outros de sua espécie, reproduz em ninhos em troncos ocos ou galhos secos.